# Alessandro Zagano
Alessandro Zagano (Crema, 3 ottobre 1955) è un ex calciatore italiano, di ruolo difensore.

## Caratteristiche tecniche
Giocava come difensore centrale, solitamente schierato in marcatura a uomo. Tecnicamente non raffinato, ha giocato a zona solamente nella sua ultima stagione, agli ordini di Giovanni Galeone.

## Carriera
Cresciuto nelle giovanili del Milan, all'età di 15 anni viene notato dalla Juventus, che lo convince a trasferirsi a Torino. Con i bianconeri integra varie categorie giovanili, arrivando fino alla Primavera e alla Nazionale Juniores.
Nel 1974, a 19 anni, viene mandato in prestito al Brindisi, in Serie B. In Puglia disputa un campionato da titolare, giocando 35 partite con un gol. Rientrato alla Juventus, viene nuovamente ceduto in prestito nel campionato cadetto, prima al Piacenza (retrocesso a fine stagione) e poi al Lecce, che nel 1977 lo riscatta definitivamente dalla società bianconera. Rimane in forza ai giallorossi per tre stagioni in Serie B, fino al 1979, quando viene acquistato dalla Fiorentina, unico acquisto del calciomercato viola di quell'estate.
In Toscana è inizialmente titolare, debuttando nella massima serie il 16 settembre 1979 contro l'Udinese. A causa dell'avvio negativo di stagione della squadra perde progressivamente il posto a favore del giovane Giovanni Guerrini, e conclude la stagione con 15 presenze in campionato e 4 in Coppa Italia. Ceduto alla Pistoiese neopromossa in Serie A, forma con Marcello Lippi e Mauro Bellugi il reparto difensivo degli arancioni, senza poter evitare la retrocessione della squadra.
La carriera di Zagano prosegue in Serie B per una stagione nel Perugia, prima di scendere in Serie C1 con il Bologna, con cui ottiene la promozione in Serie B nella stagione 1983-84. Passa quindi alla SPAL, sempre in terza serie, e dopo due stagioni decide di ritirarsi all'età di trentun anni.
In carriera ha totalizzato complessivamente 44 presenze in Serie A e 192 presenze e 2 reti in Serie B.

## Dopo il ritiro
Pur in possesso del patentino da allenatore di Terza Categoria, ha abbandonato l'ambiente calcistico, e vive tuttora a Bologna, dove è entrato a far parte del Cammino Neocatecumenale insieme a tutta la sua famiglia.

## Palmarès

### Club

#### Competizioni nazionali
- Campionato italiano Serie C: 1

Lecce: 1975-1976
- Coppa Italia Semiprofessionisti: 1

Lecce: 1975-1976

#### Competizioni internazionali
- Coppa Italo-inglese per semiprofessionisti: 1

Lecce: 1976